# مارك ويلي
مارك ويلي (بالإنجليزية: Mark Wiley)‏ هو لاعب كرة قاعدة أمريكي، ولد في 28 فبراير 1948 في ناشيونال سيتي في الولايات المتحدة.

## وصلات خارجية
- مارك ويلي على موقع دوري كرة القاعدة الرئيسي (الإنجليزية)
- مارك ويلي على موقعبيزبول رفرنس.كوم (الدوري الرئيسي) (الإنجليزية)
- مارك ويلي على موقعبيزبول رفرنس.كوم (الدوري الثانوي) (الإنجليزية)
- مارك ويلي على موقع إي إس بي إن.كوم (أم.أل.بي) (الإنجليزية)
- مارك ويلي على موقع مشجعي الرسوم البيانية (الإنجليزية)